# Rowdy Gaines
Ambrose "Rowdy" Gaines (* 17. února 1959, Winter Haven, Florida) je bývalý americký plavec. Na olympijských hrách 1984 v Los Angeles získal tři zlaté medaile. Je též pětinásobným mistrem světa ve štafetách.